# Terra Nil
Terra Nil ist ein Aufbauspiel, das von Free Lives entwickelt und von Devolver Digital am 28. März 2023 für Microsoft Windows, iOS und Android veröffentlicht wurde. Die mobilen Fassungen wurden als Teil des Netflix Abos vertrieben. Portierungen für macOS, Linux und Nintendo Switch erschienen noch im selben Jahr.

## Spielprinzip
Der Spieler platziert Gebäude, um auf einer wüstenhaften Umgebung die Böden wieder fruchtbar zu machen und ausgetrocknete Gewässerbetten wieder mit Wasser zu befüllen. Eine geschickte Platzierung ist dabei notwendig  um mit begrenzten Ressourcen eine maximale Begrünung zu erreichen. Energie für die Gebäude wird mit Windkraftanlagen gewonnen, die nur auf Felsen errichtet werden können. Am Ende des Levels werden die Gebäude demontiert und ein Fluggerät für deren Abtransport gebaut.

## Entwicklung
Entwickelt wurde Terra Nil von drei Personen. Das Grundkonzept wurde während eines Ludum Dare Game-Jam-Wettbewerbes entwickelt. Ein Prototyp des Spiels wurde zunächst mit niedriger aufgelösten Grafiken bei itch.io mit einem pay what you want veröffentlicht. Die Vollversion wurde mit der Unity Spiel-Engine umgesetzt. 8 Prozent der Einnahmen werden laut Angabe der Entwickler an den Endangered Wildlife Trust gespendet.

## Rezeption
Dominik Pache von PC Games klassifizierte es als umgekehrtes Stadtaufbauspiel während es die Redaktion von DLH.Net als Puzzlespiel einordnete. Matthias Kreienbrink von Der Zeit machte einen entschleunigten Game Loop aus. Fabian Vecellio del Monego von Computerbase sprach von einem unverbrauchten Konzept, er stellte jedoch die Langzeitmotivation in Frage, da die Spieltiefe nicht sonderlich hoch sei.
Stefan Mey von Der Standard bezeichnete es als ideales Einsteigerspiel. Die Systemanforderungen seien niedrig, das Spielprinzip schnell zu verstehen, Fehler können rückgängig gemachten und es existiere kein Zeitdruck. Franziska Bechtold von Futurezone bezeichnete es als ideales Feierabendspiel.
Sönke Siemens von M! Games vermisste auf der Nintendo Switch eine Steuerung mit Touch Screen sowie einen kompetitiven Mehrspielermodus lobte aber die Grundidee des Spiels. Liane M. Dubowy von c’t gefiel das in das Spiel integrierte Nachschlagewerk in der Optik eines handgezeichneten Notizbuches. Das Spiel vermittele Zusammenhänge über das Ökosystem, Artenvielfalt und das Klima ohne erhobenen Zeigefinger. Dabei böte es laut Jakob Maurer von der Frankfurter Rundschau jedoch keinen wissenschaftlichen Tiefgang, sondern bediene sich eher Themen des Zeitgeistes.
Auf Steam bewerteten die Spieler Terra Nil mehrheitlich positiv. Größter Kritikpunkt sei der Preis bei verhältnismäßig geringer Spieldauer.

### Auszeichnungen
- Unity Awards 2023: Best Social Impact Project[19]